# Berghälls bibliotek

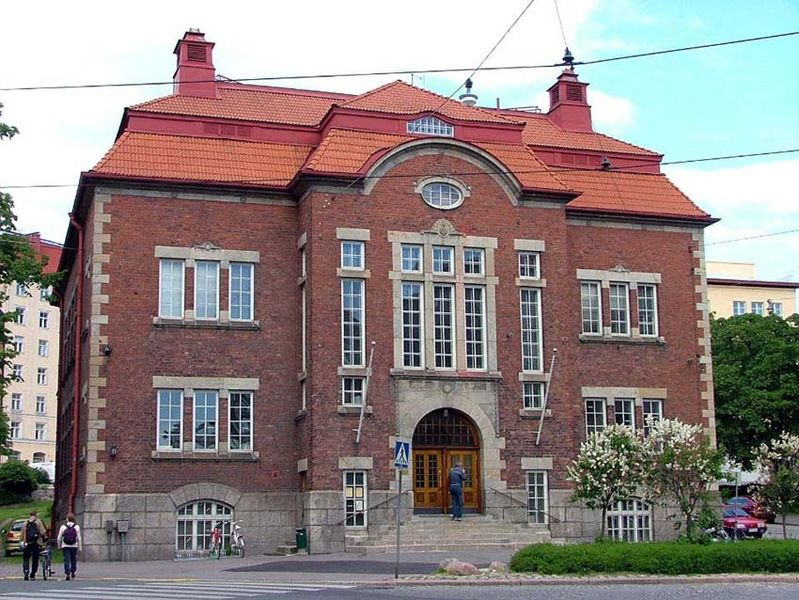
Berghälls bibliotek i Helsingfors.

Berghälls bibliotek är ett bibliotek i distriktet Berghäll i Helsingfors. Det är ritat av den finländske arkitekten Karl Hård af Segerstad. Byggnaden stod klar år 1912. Berghälls bibliotek är Finlands första biblioteksbyggnad byggd med kommunala medel.
Ursprungligen grundades Berghälls bibliotek som Sörnäs folkbibliotek år 1889. Det privata biblioteket fungerade åren 1890-1912 som del av Sörnäs folkhem, grundat av Alli Trygg, och dess mål var att civilisera arbetarstadsdelens invånare. Sörnäs folkbibliotek låg vid Tavastgatan i ett större trähus. På det forna trähusets plats ligger numera Alli Tryggs park.
Oskari Paatela gjorde en glasmålning för biblioteket år 1923.